# Miguel Galindo Velasco
Miguel Galindo Velasco (18 de julio de 1883 - 3 de febrero de 1942) fue un médico y escritor mexicano.

## Biografía
Miguel Galindo nació el 18 de julio de 1883 en el seno de una familia de clase media en Tonila, Jalisco. Estudió en la Escuela "San Vicente" del profesor Braulio Molina, en el  Seminario de Colima (fundado en 1846) y posteriormente en el  Liceo de Varones, fundado en 1861 y ubicado en Calle Liceo 60 esquina con Avenida Hidalgo, en el  Centro Histórico de Guadalajara, para luego continuar sus estudios en medicina en la Universidad de Guadalajara, de la cual se graduó en 1908 como médico cirujano con una tesis enfocada a la higiene social. Galindo Velasco fue un ferviente conservador y participó en la política estatal durante la presidencia de Porfirio Díaz. Luego de sus fracasos en la polìtica local, fue desterrado del estado de Colima al levantarse en armas en contra del gobierno en 1913. En 1915 se incorporó a las fuerzas zapatistas, y tuvo acción en los estados de Oaxaca y Morelos.

### Retorno a Colima
A su regreso a Colima, fue encargado docente y director del Hospital General Colimense. Galindo apoyó la idea de crear la Universidad Popular de Colima del coronel Pedro Torres Ortiz que en ese entonces era gobernador del estado, por lo que en 1940 participó en las conferencias con el fin de lograr este fin, estando presente en la inauguración del recinto educativo, el lunes 16 de septiembre de 1940. Luego de su etapa como médico, Miguel Galindo se inclinó por el estudio de la historia, por lo que publicó muchas obras en torno al tema. En su libro Historia pintoresca de Colima, pleno de sucesos y anécdotas, pondera la belleza de la joven Adela Merodio, «una de las más hermosas señoritas que ha producido la tierra colimeña». Fundó el Ateneo Colimense. En el estado de Colima fue considerado una autoridad intelectual.

### Deceso
El médico Miguel Galindo Velasco murió en la ciudad de Colima, el 3 de febrero de 1942.

## Obras
- José G. Montes de Oca y su labor literaria y social (1942)
- Historia pintoresca de Colima. (1939). Reeditado en 2005 por la Universidad de Colima[7]
- Nociones de historia de la música mejicana (1933)
- Colima en el espacio, en el tiempo y en la vida (1929)
- Nociones de literatura general (1926)[8]
- Apuntes para la historia de la literatura mejicana (1925)[9]
- La bancarrota educacional en Colima (1925)
- Sol de primavera (poesía) (1925)[10]
- A través de la sierra: Diario de un soldado (narrativa) (1924)[11]
- Páginas blancas (novela)[12]
- Páginas verdes (novela)[13]
- Los fantasmas de Colima (novela) (1924)[14]
- Elementos de Geografía de Colima (1923)
- Ángel caído. Cuento histórico[15]
- Bosquejo de la geografía arqueológica del estado de Colima (1922)
- El mito de la Patria: Estudio de psicología histórica aplicado a la República (1920)
- La fiesta de la Raza en Colima (1919)
- Tecolotl. Historia política del reino de Coliman (1919)[16]
- La razón de la sinrazón. Estudio médico-psicológico de la locura en D. Quijote (1918)[17]
- Notas grises (novela) (1908)[18]
- Apuntes sobre la higiene de Guadalajara (1908)[1]

## Homenajes
En el pueblo de Tonila, Jalisco, existe una calle con su nombre, así como en las ciudades de Colima, Manzanillo, y Guadalajara.